# アウズ
アウズ（古ノルド語: Auðr）は、北欧神話に登場する、夜の女神ノートと夫ナグルファリの間に生まれた息子である。
古ノルド語の「アウズ」には、次の3種類の原義があるとされている。
1. 「荒れ果てた」、「空虚な」
2. 「富」、「所有物」
3. 「運命」、「死」

「アウズ」の意味は通常、2番目の意味「富」とされている。
しかし、アウズの父ナグルファリ(Naglfari)は、スノッリ・ストゥルルソンが『散文エッダ』第一部『ギュルヴィたぶらかし』第10章に登場させた、死者の爪で作られた船ナグルファル(Naglfar)を擬人化したものと考えられている。
そのため、アウズの名をむしろ3番目の意味ととらえ、夜の闇と死者の船の間に生まれた「死」と解釈する研究者もいる。。